# Film de animație

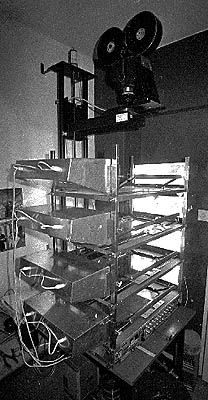
Instalație de filmat pentru realizarea desenelor animate

Filmul de animație este un gen de film realizat prin animarea personajelor sau obiectelor naturale prin filmarea fotogramă cu fotogramă.
Animația este procedeul complex prin care se realizează efectul de mișcare. Succesiunea de imagini ce reprezintă descompunerea mișcării se realizează în atâtea faze câte sunt necesare ca după filmarea fotogramă cu fotogramă să redea mișcarea dorită. Odată cu această descompunere a mișcării, se urmărește ca ea prin proiecție să redea și o interpretare artistică, dorită de realizator. În funcție de dorința realizatorului ca tehnică de animație se pot folosi tehnici și procedee diferite: desen, cartoane decupate, păpuși, ecranul cu ace, gravură, obiecte, pictură, plastilină, fluorescență, computer.
Mai există un gen numit film de animație combinat cu filmări de personaje reale , un gen de film în care imaginea filmată separat cu personaje reale este combinată cu imaginea obținută prin animație.

## Scurt istoric al filmului de animație
Filmul cu desene animate, filmul care a fascinat și fascinează universul copilăriei, are o istorie mai lungă decât filmul cu imagini reale din mediul înconjurător cu oameni sau animale.
La început de secol al XIX-lea, prin anul 1829, profesorul belgian Jeseph Plateau care studia stabilirea limitei de rezistență a retinei ochiului la lumina solară face o descoperire. Constată că uitându-se la lumina soarelui un timp (25 de secunde în experiența sa), imaginea soarelui mai persistă în retină un timp oarecare, după ce nu se mai uită. Experiența sa care pune în evidență remanența retiniană este foarte importantă mai târziu pentru cinematograf. În baza acestui experiment construiește un aparat pentru a înșela vederea, pe care l-a numit fenakistoscop în anul 1832.
Principiul de funcționare al fenakistoscopului se baza pe realizarea unor desene care reprezentau o imagine în mișcare descompusă într-o serie de imagini fixe, iar apoi recompunerea lor rapidă, astfel ca ochiul să asocieze imaginile văzute sub formă de mișcare. 
Urmează apoi crearea unor aparate diferite ca denumire bazate pe același principiu, dar care toate foloseau desene care reprezentau o imagine în mișcare descompusă în imagini fixe.
Apogeul, dacă se poate spune așa, îl atinge francezul Emile Reynaud în anul 1888, care realizează ceea ce se numea teatrul optic, unde desenele reprezentând faze ale mișcării unor personaje desenate care exprimau scurte povestioare, sunt făcute pe o bandă transparentă cu perforații. Proiecția se făcea cu ajutorul unei lanterne magice ca sursă de lumină, iar transportul sacadat care asigura proiecția cadru cu cadru pentru scurt timp era făcută cu ajutorul unei rame cu dinți (grifă).
Deci putem spune că filmul de animație a anticipat filmul cu imagini reale din mediul înconjurător și cel cu personaje (oameni sau animale).

## Animația românească
Și în istoria filmului românesc, ca și în a altor cinematografii, a existat o preocupare deosebită pentru filmele de animație.
În anul 1920, caricaturistul Aurel Petrescu realizează primul desen animat românesc, numit "Păcală în Lună". Acesta nu s-a păstrat însă. Cel mai vechi film românesc de animație care a ajuns până la noi este cel creat în 1927 de către Marin Iorda: "Haplea".
De-a lungul istoriei filmului românesc s-au mai remarcat și alții, dar cel care aduce renume mondial animației românești este Ion Popescu-Gopo, părintele Omulețului. Omulețul care prin Scurtă istorie obținea în 1957 la Festivalul Filmului de la Cannes "Marele Premiu", Palme d'Or. El, Gopo, este deschizătotul de drum pentru împătimiții realizatori de filme de animație, care a determinat autoritățile să înființeze în anul 1964 studioul specializat "Animafilm".